# Aeroporto Logístico da Califórnia do Sul

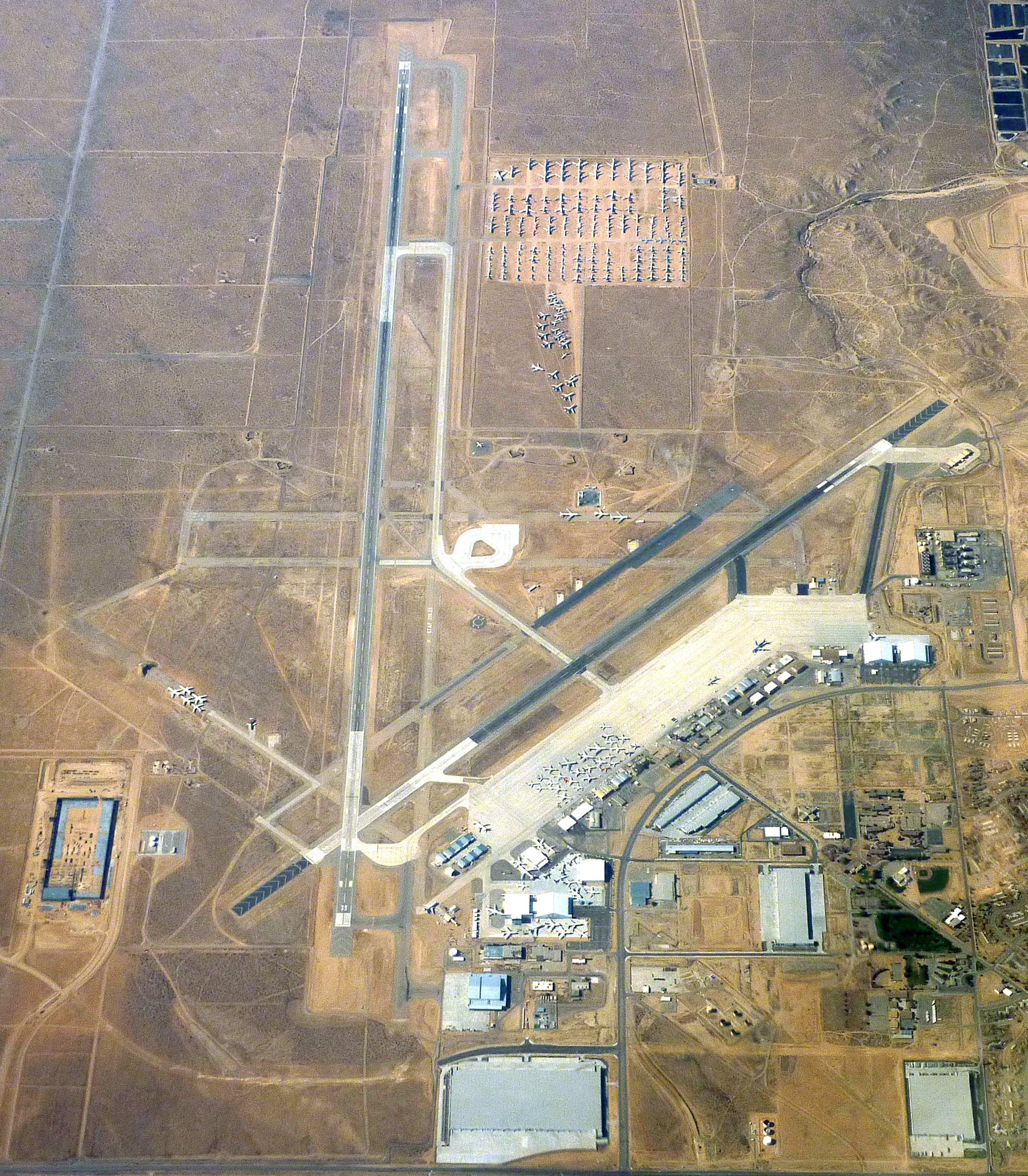
Aeroporto de Victorville, visto do alto por um avião. Ao fundo, no final da pista central, uma área de armazenagem com várias aeronaves estocadas.

O Aeroporto Logístico da Califórnia do Sul (em inglês:  Southern California Logistics Airport), também conhecido por Aeroporto de Victorville, é um aeroporto público que se situa na cidade de Victorville, no Condado de San Bernardino, Califórnia, Estados Unidos a aproximadamente {\displaystyle 32,18} quilómetros a norte de San Bernardino. Antes de ser utilizado como aeroporto civil, era uma base da linha da frente da força aérea americana. Atualmente o aeroporto possui um local que serve de cemitério para aeronaves. [carece de fontes?]

## Global Access
A Global Access em Victorville, opera o aeroporto, sendo uma central de transportes multimodais com cerca de {\displaystyle 8500} hectares, suportada por ligações aéras, terrestres e ferroviárias. É também, o maior empreendimento integrado e comercial da região e compreende três principais áreas (Global, 2008):
- Southern California Logistics Airport

- Southern California Logistics Centre

- Southern California Rail Complex

A Global Access oferece um completo serviço logístico, para as empresas da região da Califórnia do Sul, assegurando entrega de encomendas fiáveis na área de Los Angeles. Entre os serviços logísticos prestados destacam-se a gestão e segurança de armazéns, serviços de distribuição, sistemas de localiazção de produtos (tracking), crossdocking, entre outros (Logistics solutions, 2008).